# Валлас, Спирос
Спирос Валлас (род. 26 августа 1981, Эласон) — греческий футболист, защитник.
Валлас начал свою карьеру в «Ксанти», где в 2002 году был признан молодым игроком сезона. В июле 2003 года был продан в «Олимпиакос», в составе которого по два раза выигрывал чемпионат и кубок Греции. В течение одного сезона (2006/07) он играл на правах аренды за «Ларису», с которой выиграл ещё один кубок Греции. В июле 2007 года он вернулся в свою первую команду, «Ксанти». 26 сентября 2014 года он объявил о своём решении уйти из профессионального футбола.
Валлас дебютировал в сборной Греции 29 января 2003 года в матче с Кипром, его команда выиграла со счётом 2:1. 12 февраля он сыграл второй матч, в котором Греция с минимальным счётом обыграла Норвегию, это был его последний матч в основной сборной. Тем не менее, Валлас представлял Грецию на летних Олимпийских играх 2004 года, где сыграл все три матча. Греция вылетела на групповом этапе, набрав лишь одно очко.

## Достижения
«Олимпиакос»
- Чемпионат Греции: 2004/05, 2005/06
- Кубок Греции: 2003/04 (финалист); 2004/05, 2005/06

«Лариса»
- Кубок Греции: 2006/07